# 200 Amsterdam
200 Amsterdam ist ein Wolkenkratzer in Manhattan in New York City. Das 203,6 m (668 Fuß) hohe Wohngebäude ist mit Stand Juni 2025 nach dem 236 m hohen Wolkenkratzer 50 West 66th Street das zweithöchste Gebäude der Upper West Side.

## Beschreibung
Der Wohnwolkenkratzer 200 Amsterdam befindet sich auf der West Side von Manhattan an der Amsterdam Avenue, Ecke 69th Street im Stadtteil Upper West Side. Das Gebäude ist nur einen Block vom Broadway und nur wenige Blocks vom Kulturzentrum Lincoln Center entfernt.
Der Wohnturm hat 55 Etagen und beherbergt 112 luxuriöse Eigentumswohnungen. Die Fassade ist mit Elementen aus Granit und Kalkstein verkleidet und besitzt vom Boden bis zur Decke reichende Fenster. Auf der Ostseite mit Blickrichtung Central Park hat das Gebäude zahlreiche Rücksprünge, die Platz für private Balkone und Terrassen bieten. Für seine Bewohner befinden sich auf drei Etagen unter anderem ein spezielles Spa, ein 23 Meter langer Salzwasserpool, das Little Composer’s Room für Kinder und ein privater Club. Aufgrund seiner Lage bietet 200 Amsterdam einen weiten Rundblick über die Upper West Side, den Hudson River mit der George Washington Bridge und den Central Park bis hin zur Billionaires’ Row.
Für das Bauprojekt erwarben die Bauherren Mitsui Fudōsan und SJP Properties im Oktober 2015 das Grundstück der nicht mehr genutzten Synagoge Lincoln Square Synagogue. Das Grundstück umfasste nur 1000 m² und war für das Projekt zu klein, sodass die Bauherren einen Teil der Parkplätze des benachbarten Apartmentkomplexes Lincoln Towers kauften und somit das Baugelände auf 9300 m² erweiterten. Der Entwurf des Gebäudes wurde offiziell im Juni 2016 vorgestellt und die Genehmigungen zwei Monate später im September 2016 eingereicht. Die Bauarbeiten begannen 2017 und das Gebäude erreichte im August 2019 seine Endhöhe. Der Richter W. Franc Perry des Obersten Gerichtshofs des Bundesstaates New York hatte im Februar 2020, nachdem das Gebäude bereits seine Endhöhe erreicht hatte, angeordnet, dass das Gebäude gemäß der Zoneneinteilung für den Stadtteil Upper West Side bis zu 20 Stockwerke zurückbauen muss. Ein Berufungsgericht entschied Anfang März 2020 dagegen und gab den Bauherren SJP Properties und Mitsui Fudosan America recht, sodass die Bauhöhe von 203,6 m und die 55 Etagen bestehen blieben. Die Fertigstellung und Eröffnung fand 2021 statt.